# English Electric Lightning
Pour les articles homonymes, voir Lightning.
L'English Electric Lightning est un intercepteur construit et mis en service par le Royaume-Uni en 1960. C'est le premier intercepteur capable d'atteindre une vitesse de Mach 2 en vol horizontal. Caractérisé par une silhouette unique, avec ses deux turboréacteurs superposés et ses ailes en flèche très prononcée, il est doté d'un taux de montée exceptionnel.

## Histoire

### Conception
L'origine du Lightning remonte à 1946, quand une équipe de la société English Electric commença à travailler sur un projet d'avion de chasse supersonique afin de décrocher une commande de la Royal Air Force. En 1949, un contrat fut signé pour 3 prototypes d'un avion expérimental désigné P.1, mais prévu pour recevoir si besoin un radar et de l'armement. Le design du P.1 reposait sur 2 réacteurs placés l'un au-dessus de l'autre afin de réduire la surface frontale et 2 ailes en flèche prononcée avec l'extrémité perpendiculaire au fuselage.
Remettant en cause les choix des ingénieurs, le Royal Aircraft Establishment exigea la construction d'un avion de démonstration. Le Short SB.5 fut alors construit et fit son premier vol le 2 décembre 1952. Il n'avait qu'un seul réacteur et son train d'atterrissage était fixe, tandis que la flèche des ailes pouvait être facilement modifiée et plusieurs dispositions des ailerons pouvaient être testées. Les essais montrèrent que la formule proposée par English Electric était la bonne, et heureusement car l'assemblage du prototype du P.1 était pratiquement terminé lorsque les résultats définitifs arrivèrent.
Le premier P.1 fit son vol inaugural le 4 août 1954. Il dépassait facilement Mach 1,2 bien qu'équipé de réacteurs provisoires sans postcombustion. Encouragés par ces performances, les ingénieurs modifièrent le second prototype pour qu'il soit plus proche d'une version opérationnelle : 2 canons de 30 mm furent ajoutés dans le nez et un réservoir de carburant installé dans une bosse sous le ventre de l'appareil. Le premier vol de ce second prototype eut lieu le 18 juillet 1955. 
Presque aussitôt fut lancée la construction de 3 prototypes d'un réel intercepteur, le P.1B, avec des moteurs équipés de postcombustion, une dérive agrandie, un radar dans le cône de l'entrée d'air nasale et la possibilité d'emporter 2 missiles air-air, fixés en bas du fuselage juste derrière le poste de pilotage. Le premier vol eut lieu le 4 avril 1957 et, 18 mois plus tard, un P.1B dépassa Mach 2 pour la première fois.

### Production
La première version de production du Lightning, désignée F.1, fut construite à 47 exemplaires, dont 28 F.1A incorporant quelques modifications comme l'ajout d'une perche de ravitaillement amovible et une radio UHF. En 1961, la production bascula sur la version F.2 avec une avionique modifiée et des réacteurs plus puissants. Dès l'année suivante volait le premier exemplaire de la version F.3 avec des réacteurs encore plus puissants, une nouvelle dérive agrandie de 15 %, et capable d'emporter des missiles air-air nettement améliorés.
La version F.3 ne résolvait cependant pas le principal problème du Lightning, à savoir une autonomie très faible. La seule solution était d'agrandir le réservoir ventral qui formait une bosse sous le fuselage, ce qui donna naissance en 1964 à la version F.3A. Cette version avait également de nouvelles ailes facilitant les manœuvres à basse vitesse. Seulement 16 exemplaires de cette version furent construits, auxquels il faut ajouter 14 F.2 en cours de livraison qui furent mis à ce standard. La version finale F.6 apparut en 1965 : il s'agissait simplement de F.3A capables d'emporter 2 réservoirs externes de carburant fixés sur la partie supérieure de l'aile (et non en dessous comme c'est le cas habituellement)
Deux versions biplaces d'entraînement furent réalisées : en 1962 apparut le T.4 (équivalant à la version monoplace F.1A) et en 1965 le T.5 (qui correspondait au F.3). L'élève et l'instructeur étaient placés côte à côte. À part la suppression des canons, les biplaces conservaient toutes leurs capacités opérationnelles.

### Le Lightning dans laRAF
En 1957, alors que le prototype P.1B venait de faire ses premiers vols, parut le fameux Livre Blanc du Ministère de la Défense britannique exposant que l'avenir était aux missiles guidés et non plus aux avions pilotés. Cette pensée était alors plutôt répandue à l'époque, et provoqua l'arrêt de plusieurs projets d'avions militaires tant au Royaume-Uni que dans d'autres pays comme le Canada. Le programme du Lightning était cependant très avancé, et le Ministère considéra qu'il fallait de toute façon une solution d'attente pendant que les missiles étaient développés. 
La Royal Air Force reçut donc ses premiers P.1B fin 1959. Les 20 exemplaires livrés furent utilisés à la fois pour les essais de ce nouvel avion et la formation des premiers pilotes. Le premier escadron fut déclaré opérationnel en 1961. Le Lightning assura seul la défense de l'espace aérien du Royaume-Uni jusqu'à la fin des années 1970, date à laquelle il commença à être en partie remplacé par le F-4 Phantom II. Les derniers exemplaires furent retirés en 1988, cédant définitivement la place au Panavia Tornado.
Dans une démonstration de leur performances au cours d'un exercice de l'OTAN, en 1984, les Lightning de la Royal Air Force ont utilisé le profil de vol zoom climb pour grimper jusqu’à 28 600 m au-dessus d'un Lockheed U-2 volant à 20 600 m (une altitude opérationnelle bien plus élevée que le plafond du Lightning), avant de plonger sur lui par le dessus. En avril 1985, l'expérience fut renouvelée avec un Concorde.

### Le Lightning à l'export

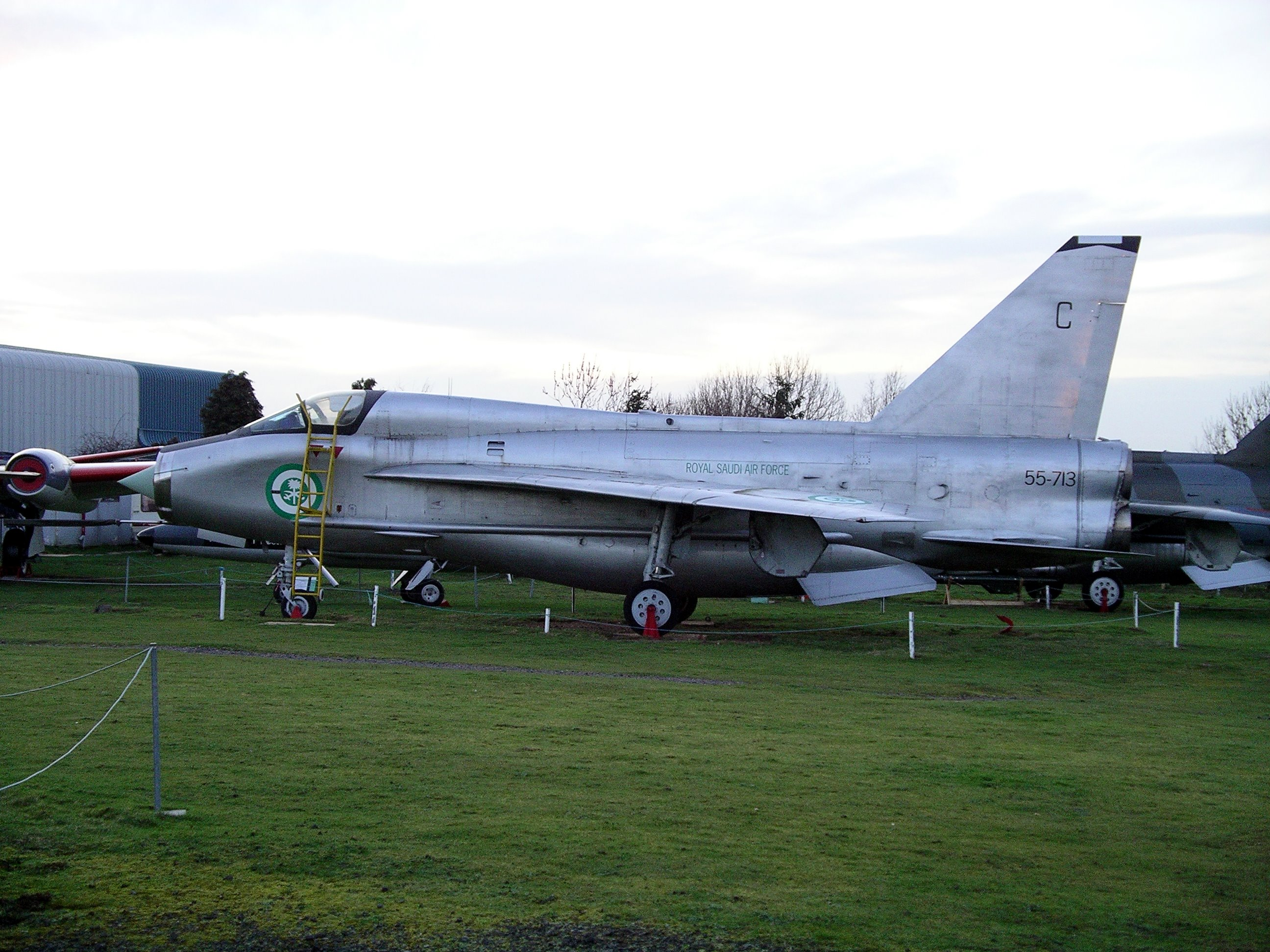
Un Lightning T.55 de l'Arabie saoudite maintenant au Midland Air Museum en Angleterre

En décembre 1965, l'Arabie saoudite commanda 40 Lightning (34 monoplaces F.53 et 6 biplaces T.55). Les F.53 étaient des F.6 capables également de missions d'attaque au sol grâce à 2 pylônes d'emport de charge supplémentaires sous les ailes, ainsi que de reconnaissance à l'aide de pods spéciaux montés à la place des missiles sur le fuselage.
Cinq F.2 et deux T.4 furent fournis dès juillet 1966, en attendant la livraison des premiers F.53 deux ans plus tard. À la suite de l'arrivée des Northrop F-5 Freedom Fighter en 1971, les Lightning furent finalement cantonnés à leur rôle initial d'interception. Lorsqu'ils furent retirés du service en 1986, 20 avions avaient été perdus. Sur les 27 exemplaires survivants, 22 furent rendus au Royaume-Uni et les 5 autres conservés pour être exposés. 
|
Fin 1966, le Koweït commanda 12 F.53 et 2 T.55 qui lui furent livrés en 1968 et 1969. Ces avions furent retirés du service en 1977.

## Engagements
L'Arabie saoudite a utilisé ses Lightning F.53 pour des missions d'attaque au sol fin 1969 / début 1970, afin de contrer des incursions durant la guerre civile du Yémen du Nord.

## Versions
- P.1A : prototypes (5 exemplaires) ;

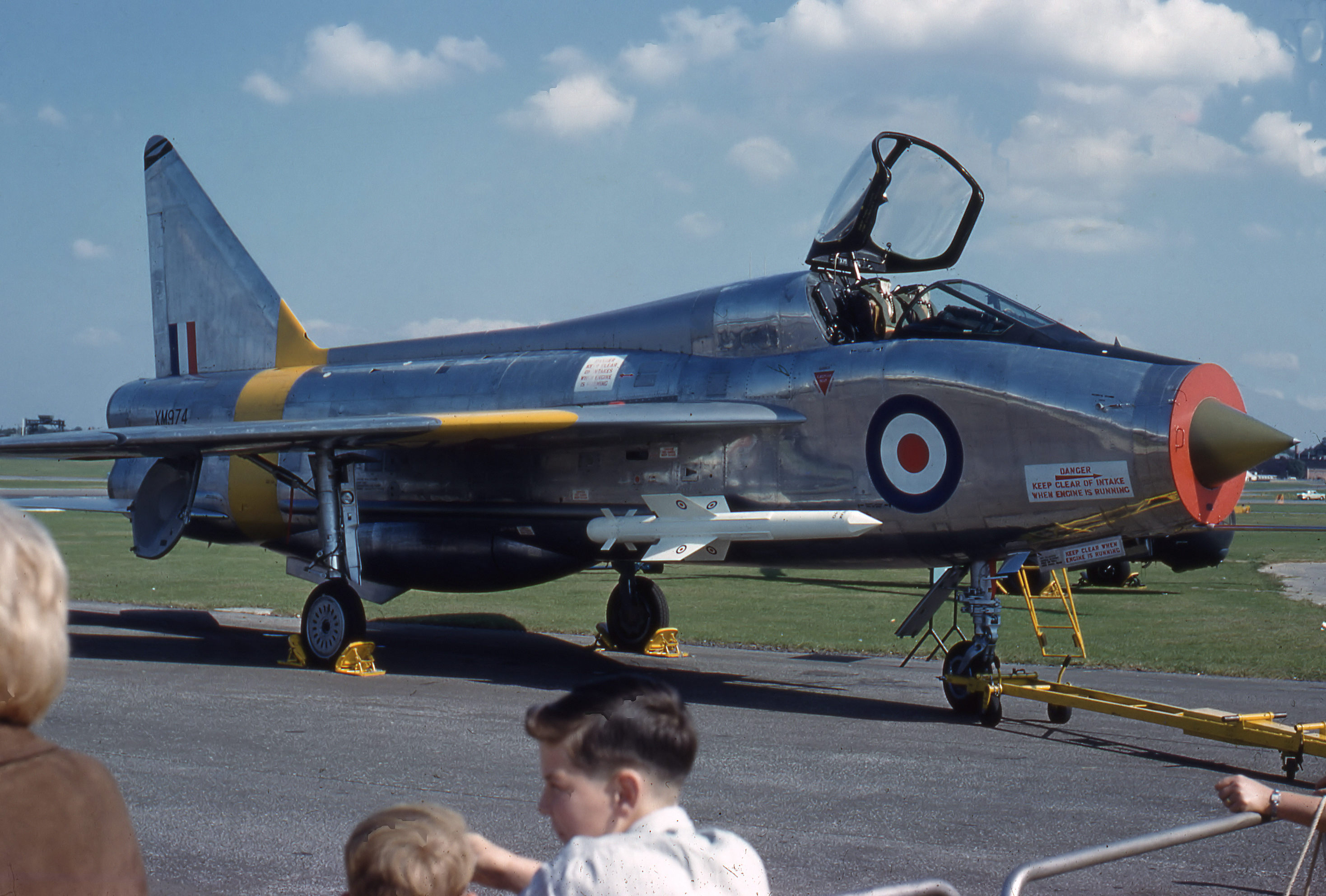
Un Lightning T.4 biplace.

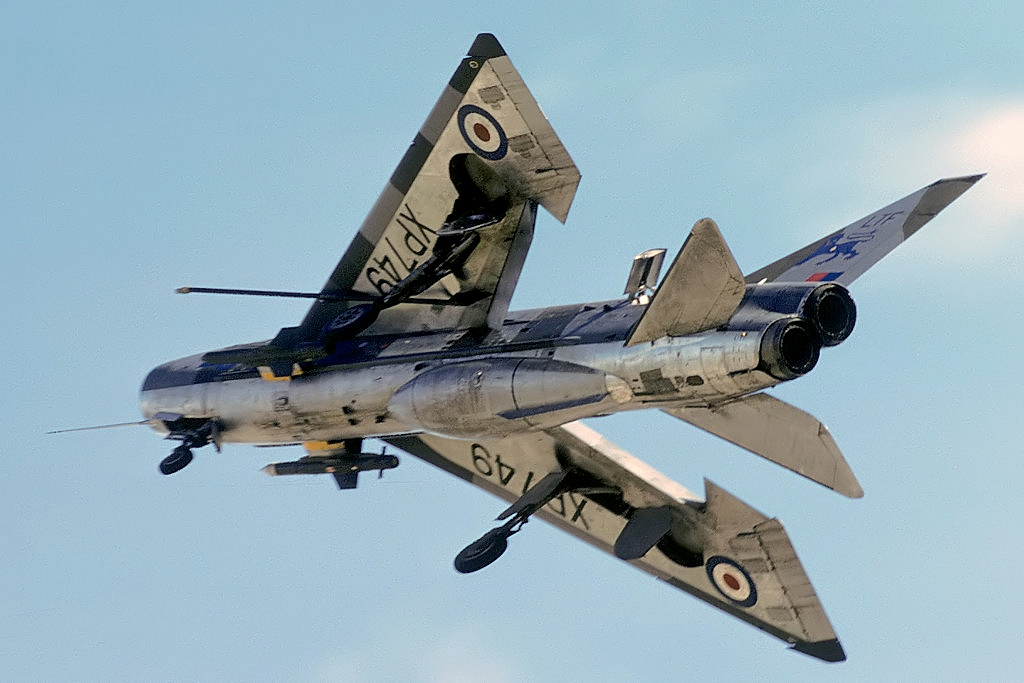
Un Lightning dévoilant sa caractéristique originale : ses deux turboréacteurs superposés.

- P.1B : version de préproduction (20 exemplaires) ;
- F.1 : première version de série (19 exemplaires) ;
- F.1A : modifications mineures, ravitaillable en vol (28 exemplaires) ;
- F.2 : turboréacteurs plus puissants, avionique modifiée (44 exemplaires) ;
- F.2A : F.2 mis au standard du F.6 (31 avions modifiés) ;
- F.3 : nouvelle dérive, missiles Red Top (en), ravitaillable en vol (70 exemplaires) ;
- F.3A : nouvelles ailes, réservoir de carburant ventral (16 nouveaux avions et 14 F.3 modifiés) ;
- F.6 : F.3A pouvant emporter deux réservoirs sur les ailes (39 nouveaux avions et 22 F.3 modifiés) ;
- F.53 : F.6 capable d'attaque au sol pour l'Arabie saoudite et le Koweït (46 exemplaires) ;

- T.4 : version biplace d'entraînement du F.1A (22 exemplaires) ;
- T.5 : version biplace d'entraînement du F.3 (22 exemplaires) ;
- T.55 : version biplace d'entraînement du F.6 pour l'Arabie saoudite et le Koweït (8 exemplaires).

## Pays utilisateurs
- Royaume-Uni
- Arabie saoudite
- Koweït

## Autres caractéristiques
Les deux réacteurs n'étaient pas exactement superposés, puisque l'entrée d'air du réacteur inférieur était au niveau de la racine des ailes et l'entrée d'air du réacteur supérieur juste derrière l'emplanture. 
Cette caractéristique ne semble pas exact ? 
Ceci permettait de réduire la surface frontale du fuselage, et aussi limiter les risques qu'un incendie sur un réacteur ne se propage à l'autre. Une conséquence de ce fait était que la tuyère du réacteur inférieur était plus longue. 
Le train d'atterrissage principal, sous les ailes, ne se repliait pas vers l'intérieur (c'est-à-dire vers le fuselage) comme c'est le cas habituellement mais au contraire vers l'extrémité des ailes. En conséquence, les pneus étaient d'une largeur assez faible et s'usaient à une telle vitesse qu'il fallait les changer tous les 7 atterrissages.

### Développement lié
- Short SB/5 (en)

### Aéronefs comparables
- Dassault Mirage III
- Lockheed F-104 Starfighter
- Mikoyan-Gurevich MiG-21
- Soukhoï Su-15